# Powiat opolski (województwo opolskie)
Powiat opolski – powiat w Polsce (w środkowej części województwa opolskiego), utworzony w 1999 roku w ramach reformy administracyjnej. Jego siedzibą jest miasto Opole.
W skład powiatu wchodzą:
- gminy miejsko-wiejskie: Niemodlin, Ozimek, Prószków, Tułowice
- gminy wiejskie: Chrząstowice, Dąbrowa, Dobrzeń Wielki, Komprachcice, Łubniany, Murów, Popielów, Tarnów Opolski, Turawa
- miasta: Niemodlin, Ozimek, Prószków, Tułowice

Według danych z 31 grudnia 2019 roku powiat zamieszkiwało 123 726 osób. Natomiast według danych z 30 czerwca 2020 roku powiat zamieszkiwało 123 813 osób.

## Demografia

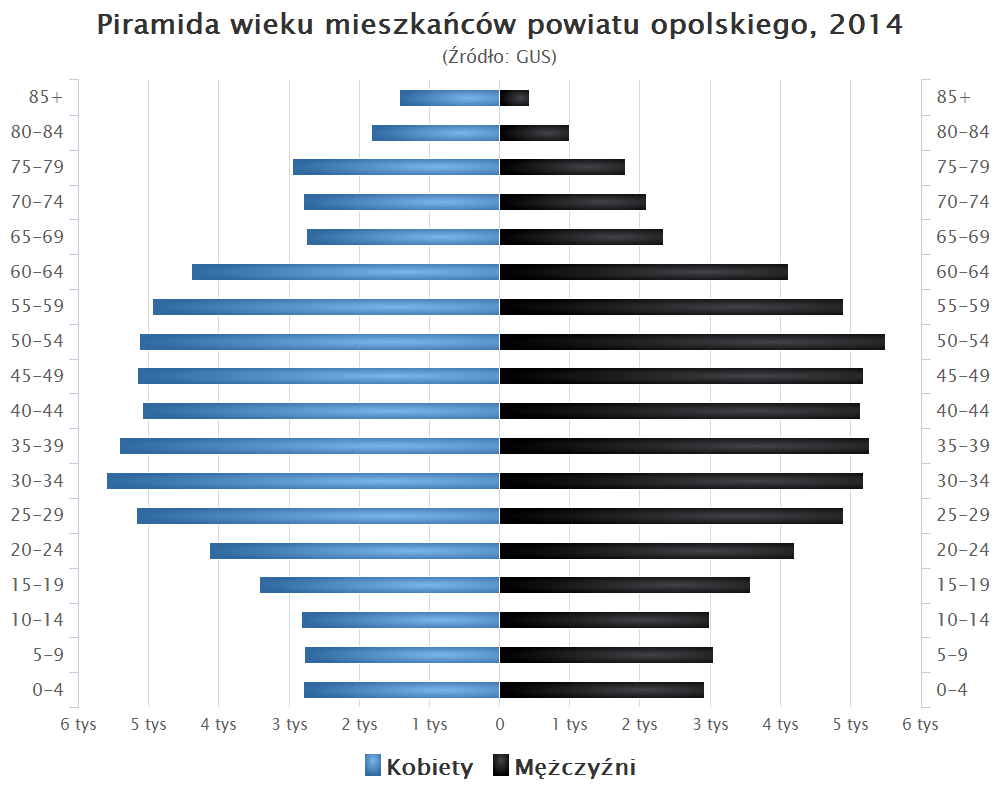
Piramida wieku mieszkańców powiatu opolskiego w 2014 roku

Liczba ludności (dane z 30 czerwca 2005):
|        | Ogółem  | Ogółem | Kobiety | Kobiety | Mężczyźni | Mężczyźni |
| osób   | %       | osób   | %       | osób    | %         |           |
| ------ | ------- | ------ | ------- | ------- | --------- | --------- |
| Ogółem | 135 081 | 100    | 69 256  | 51,27   | 65 825    | 48,73     |
| Miasto | 19 586  | 14,50  | 10 165  | 7,53    | 9421      | 6,97      |
| Wieś   | 115 495 | 85,50  | 59 091  | 43,74   | 56 404    | 41,76     |

▶Wieś vs ▶miasto
Ogółem (▶k, ▶m)
Miasto (▶k, ▶m)
Wieś (▶k, ▶m)

## Starostowie opolscy
- Henryk Lakwa (od 1999) (MN)

## Sąsiednie powiaty
- Opole (miasto na prawach powiatu)
- powiat krapkowicki
- powiat prudnicki
- powiat nyski
- powiat brzeski
- powiat namysłowski
- powiat kluczborski
- powiat oleski
- powiat strzelecki